# Pieńsk
Pieńsk là một thị trấn thuộc huyện Zgorzelecki, tỉnh Dolnośląskie ở miền tây nam Ba Lan. Thị trấn có diện tích 10 km². Đến ngày 1 tháng 1 năm 2011, dân số của thị trấn là 5764 người và mật độ 581 người/km².